# 母子援助活動

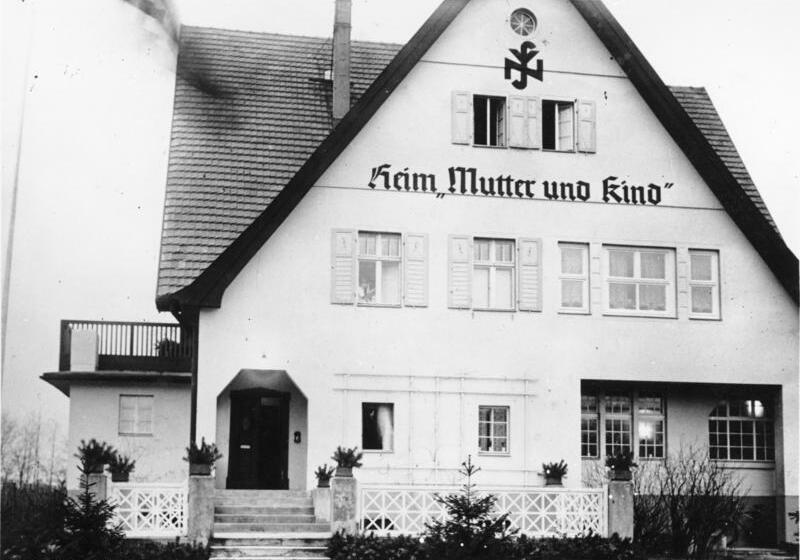
「母と子」のホーム(1944年)

母子援助活動（ドイツ語: Hilfswerk Mutter und Kind、略称：Hilfswerk MuK）は、1934年から1945年まで存在した、ナチス・ドイツ時代のドイツの社会福祉活動。

## 概要
1933年に国家社会主義ドイツ労働者党（ナチス）がドイツの政権を獲得すると、国家社会主義公共福祉 (NSV) が設立された。母子援助活動はNSVの施策の一つである。3641箇所の施設が建設され、援助が必要なアーリア人の妊婦、出産適齢期の若い母親のほか、約15万3000人の子どもに対して福祉活動が展開された。
実施された活動には以下のものが含まれる。
- 対象の家族への住宅や住宅費用への支援
- 新しい母親への支援
- 教育や保健活動を担う保育園や幼稚園などの児童施設の運営
- 上記の児童福祉施設における自給自足を目的とした農業経営と、利用者の栄養管理を目的とした給食の提供
- 青少年教育の促進。ナチス青年の家の提供
- 青年のリクリエーション、学校施設。子供を育て社会に送り出した老人への特別養護老人ホームや日々のレクリエーション。

これらの業務は主に国家社会主義女性同盟のメンバーらによるボランティア活動によって支えられていた。政府による支援も積極的に行われており、1938年時点で補助金として730万ライヒスマルクが投入されている。